# Undefeated (Future)
Undefeated è un singolo del rapper statunitense Future, pubblicato il 23 luglio 2019. Il brano vede la collaborazione del rapper Lil Keed.

## Composizione
Undefeated è stato pubblicato come singolo meno di due settimane dopo 100 Shooters e presenta la stessa estetica artistica.
Nella canzone, Future fa squadra con l'emergente artista di ATL Lil Keed per trasmettere un chiaro messaggio sul loro stile di vita, slavato ma ancora pericoloso: i due rapper sono al loro apice e non possono farsi fermare dall'opposizione.